# Takuya Takagi
Takuya Takagi (em japonês:  高木 琢也, transl. Takagi Takuya), nascido em 12 de novembro de 1967, em Minamishimabara, Nagasaki) é um ex-futebolista do Japão, atualmente treinador de futebol.

## Títulos
Japão
- Copa da Ásia 1992